# Greektown
Greektown é um nome genérico para um enclave étnico povoado principalmente por gregos ou pessoas de ascendência grega, geralmente em um bairro urbano.

## História

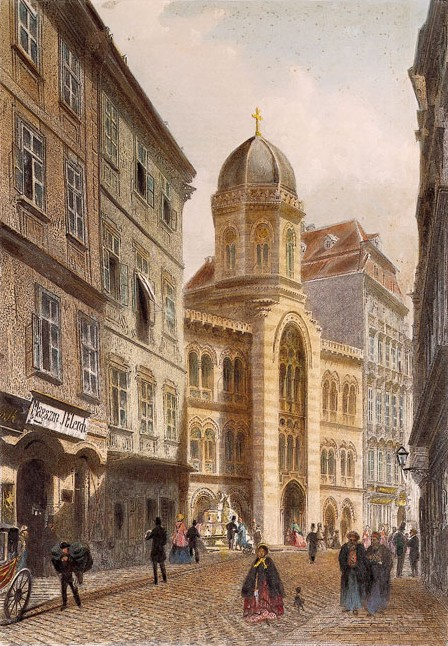
Igreja Ortodoxa Grega da Santíssima Trindade no bairro grego em Viena, final do século XIX

Os bairros mais antigos de dominação grega fora da Grécia foram provavelmente o Fener, em Istambul, ou o Ash Shatibi, em Alexandria.
Em Viena, por muitos séculos, o Griechenviertel (bairro grego) existiu no Innere Stadt (centro da cidade). Mais tarde, a comunidade grega mudou-se para outros bairros mais novos. Um restaurante tradicional austríaco ali se chama Griechenbeisl (taverna grega) e uma rua, Griechengasse (viela grega).[carece de fontes?]
Beloiannisz é uma vila no condado de Fejér, Hungria. Foi fundada por refugiados gregos comunistas que deixaram a Grécia após a guerra civil e recebeu o nome em homenagem a Nikos Beloyannis (Beloiannisz é a grafia húngara do seu nome).
Yaghdan é uma vila na província de Lori, na Armênia. Sua população é majoritariamente grega. A província de Alaverdi, na Armênia, é habitada principalmente por armênios étnicos, com uma pequena comunidade grega que já foi considerada a maior da Armênia. Os gregos na Armênia falam o dialeto pôntico e são fluentes em armênio e russo. O bairro de Madan, em Alaverdi, costumava ter uma grande comunidade grega durante o período soviético.

## Greektownspor localização

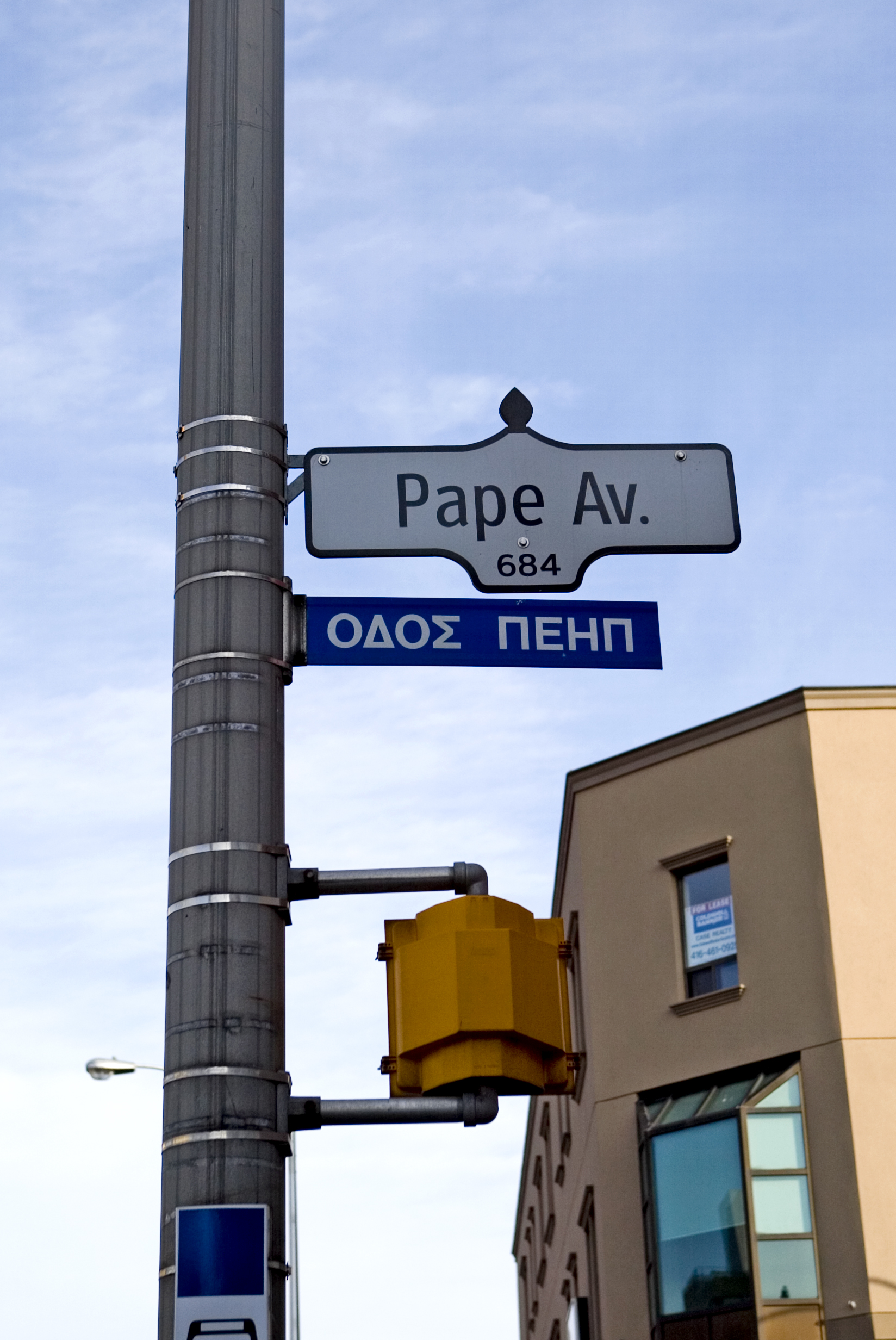
Placa de rua na Greektown de Toronto

### Na Austrália
O termo Greektown não é amplamente utilizado na Austrália, mesmo em áreas com níveis relativamente altos de concentração grega. Na década de 1860, uma favela chamada Greektown foi fundada em Tambaroora, perto de Bathurst, em Nova Gales do Sul.
Lista de comunidades com grande concentração de descendentes gregos:
- Melbourne
  - Greek Precinct (em português:  Distrito Grego), Melbourne, na Lonsdale Street
  - Oakleigh, Victoria, na Cidade de Monash
- Sydney
  - Little Greece (em português:  Pequena Grécia) em Marrickville, Nova Gales do Sul[3]
- Brisbane
  - Carindale, Queensland

### No Canadá
- Greektown, Montreal, Quebec
  - Park Avenue, Montreal, Quebec
  - Park Extension, Montreal, Quebec
  - Chomedey, Laval, Quebec
- Greektown, Toronto, Ontário
- Greektown, Vancouver, Colúmbia Britânica

### Nos Estados Unidos

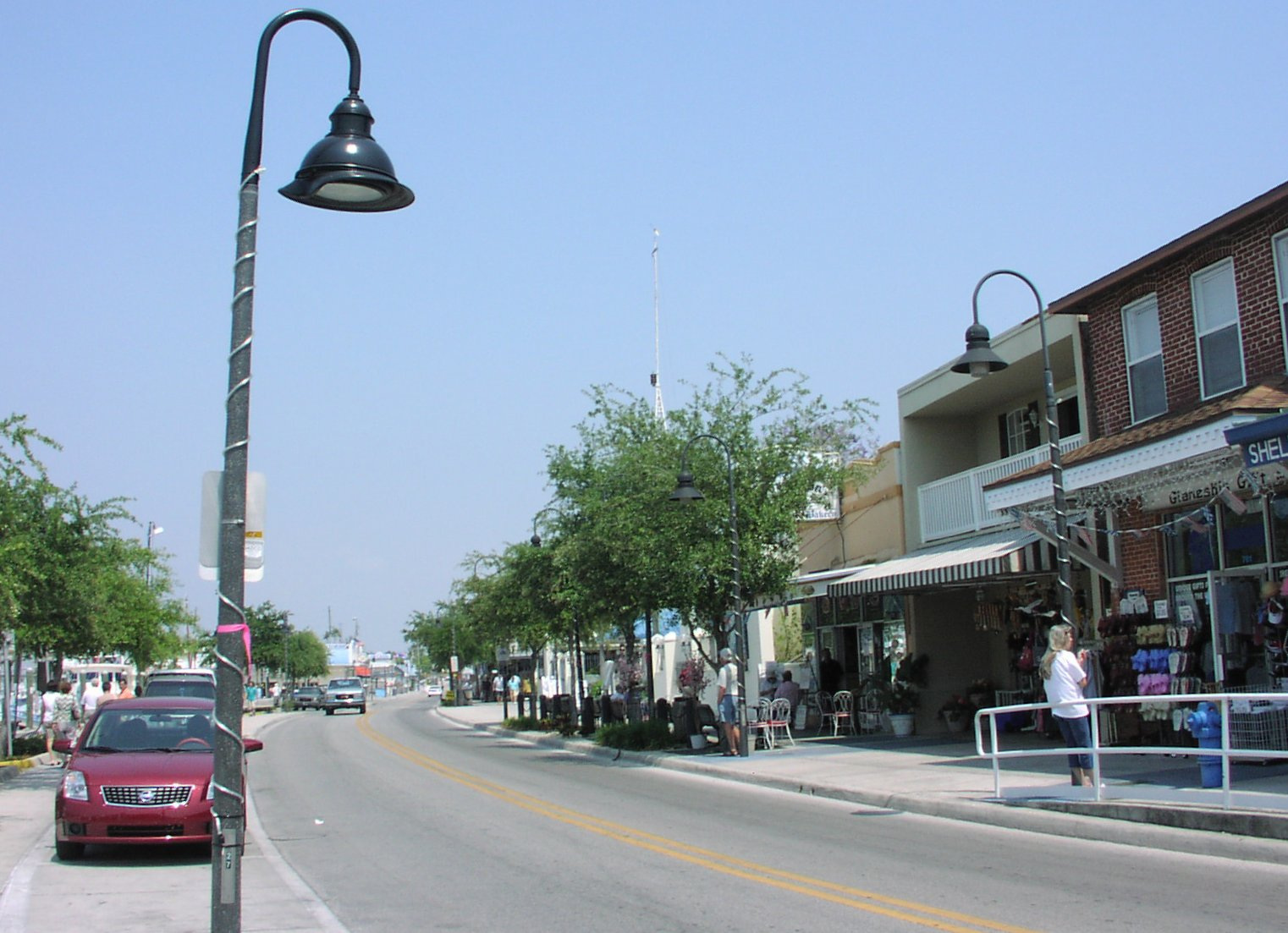
Avenida Dodecanese em Tarpon Springs, Flórida

Um padrão típico de moradia encontrado nas Greektowns dos Estados Unidos é comprar uma casa de vários andares, mudar para o andar inferior e alugar os andares superiores para outros gregos.
A maior comunidade grega nos EUA está localizada no Queens, Nova Iorque.
- Astoria, Queens, na cidade de Nova Iorque

Lista de Greektowns oficialmente designadas:
- Greektown, Chicago
- Greektown, Detroit
- Greektown, Baltimore
- Greektown, Tarpon Springs

Lista de comunidades com grande concentração de descendentes gregos:
- Nova Inglaterra
  - Roslindale, Boston, Massachusetts
  - Lynn, Massachusetts
  - Lowell, Massachusetts
  - Manchester, Nova Hampshire
- Nova Iorque
  - 8ª Avenida, Manhattan[5]
  - Washington Heights, Manhattan[6]
- Charlotte, Carolina do Norte

Lista de Greektowns históricas:
- Filadélfia, Pensilvânia[7][8][9][10]
- Upper Darby, Pensilvânia[11]
- Pittsburgh, Pensilvânia[12]
- Cleveland, Ohio[13]
- Campbell, Ohio[14]
- Salt Lake City, Utah[15][16][17][18]
- São Francisco, Califórnia[19][20]
- Los Angeles, Califórnia[21][22][23]

A página a seguir fornece um pouco da história de certas comunidades gregas nos Estados Unidos:
- Greco-americanos

### No Reino Unido
Muitos gregos residem em Wood Green, Harringay e Palmers Green, sendo que este último abriga a maior comunidade de greco-cipriotas fora de Chipre, resultando em apelidos locais que substituíram o Green por Greek – como em Greek Lanes e Palmers Greek. Embora, nos últimos anos, a maior parte da população grega e greco-cipriota de Londres resida em Southgate.
Bayswater também abriga uma comunidade grega substancial. A Catedral de Santa Sofia, situada na Moscow Road, foi construída em 1882 e é um edifício tombado como grau I.
Lista de comunidades com grande concentração de descendentes gregos:
- Palmers Green em Londres